# Каразибаш
Каразиба́ш (рос. Каразыбаш, башк. Ҡараҙыбаш) — присілок у складі Шаранського району Башкортостану, Росія. Входить до складу Старотумбагушевської сільської ради.
Населення — 74 особи (2010; 77 у 2002).
Національний склад:
- башкири — 77 %